# استوبنویل (اوهایو)
استوبنویل(به انگلیسی: Steubenville) شهری در ایالت اوهایو کشور ایالات متحده آمریکا است که جمعیت آن در سرشماری سال ۲۰۱۰ میلادی، ۱۸٬۶۵۹ نفر بوده‌است.